# Johann Passler
Johann Passler (* 18. August 1961 in Antholz, Südtirol) ist ein ehemaliger italienischer Biathlet. Der Südtiroler nahm an vier Olympischen Winterspielen und mehreren Biathlon-Weltmeisterschaften teil. Zu seiner aktiven Zeit war er einer der besten und erfolgreichsten Biathleten seines Landes und gehörte zeitweise zur Weltspitze.
Johann Passler lebt in Antholz, ist Polizist und startete für das Centro Sportivo Carabinieri. Seit der ersten Hälfte der 1980er Jahre trat er im Biathlon-Weltcup an. Regelmäßig erreichte er Platzierungen in den Punkterängen. Schon bei den Biathlon-Weltmeisterschaften 1983 in Antholz lief er im Einzel auf den sechsten Platz. Ein Jahr später lief er bei seinen ersten Olympischen Winterspielen in Sarajevo und belegte die Plätze 35 im Sprint und fünf mit der Staffel. Die Biathlon-Weltmeisterschaften 1985 in Ruhpolding verliefen für Passler sehr erfolgreich, er gewann im Sprint die Bronzemedaille. 1986 verpasste der Italiener am Holmenkollen in Oslo im Sprint als Viertplatzierter eine weitere Medaille und wurde zudem Siebter im Einzel. Eine Medaille gewann er gemeinsam mit Werner Kiem, Gottlieb Taschler und Andreas Zingerle als Drittplatzierter des Staffelrennens. Nicht ganz an die Erfolge der Vorjahre konnte Passler 1987 in Lake Placid anknüpfen, wo er 31. im Sprint und 19. im Einzel wurde. Sein erfolgreichstes Jahr im Biathlon erlebte der Südtiroler 1988, als er bei den Olympischen Spielen in Calgary mit der italienischen Staffel über 4 × 7,5 Kilometer in der WM-Besetzung des Vorjahres die Bronzemedaille und im Einzel über 20 Kilometer ebenfalls Bronze gewann. Im Sprint lief er auf Platz acht. Im gleichen Jahr belegte er in der Gesamtwertung des Biathlon-Weltcups den dritten Platz. Ein Rennen dieser Saison, ein Einzel in Antholz, gewann er.
Passlers Karriere ging auch nach den Spielen noch einige Zeit auf hohem Niveau weiter. Bei den Weltmeisterschaften 1989 in Feistritz an der Drau erreichte er Platz zwölf im Einzel und verpasste als Vierter im Sprint einmal mehr eine Medaille nur knapp. 1990 gewann Passler mit Pieralberto Carrara, Wilfried Pallhuber und Andreas Zingerle den Weltmeistertitel in der Staffel. Ein Jahr später verpasste die italienische Staffel mit Passler in Lahti als Viertplatzierter einen Podestplatz. In Albertville startete der Südtiroler zum dritten Mal bei Olympischen Spielen. Im Sprint lief er auf Platz 15, im Einzel wurde er Siebter und mit der Staffel erreichte er erneut einen vierten Rang. In der Weltcup-Gesamtwertung belegte er Platz vier. Den letzten Titel gewann Passler 1993 in Borowez an der Seite Pallhubers, Carraras und Zingerles mit der Staffel Italiens. Im Sprint wurde er Elfter, im Einzel Siebzehnter. Auch für die ganze Saison erreichte er als Fünfter der Gesamtwertung noch einmal ein herausragendes Ergebnis. Das letzte Großereignis des Italieners wurden die Olympischen Spiele 1994 in Lillehammer. Mit Platz 13 im Einzel und Rang sechs im Staffelrennen erreichte er nochmals gute Ergebnisse. Er setzte seine Karriere noch bis 1996 fort und erreichte noch mehrfach Ergebnisse unter den besten Zehn. Zum Abschluss der Karriere gewann Passler die Gesamtwertung des Biathlon-Europacups 1995/96.

## Biathlon-Weltcup-Platzierungen
| Platzierung                 | Einzel | Sprint | Verfolgung | Massenstart | Team | Staffel | Gesamt |
| --------------------------- | ------ | ------ | ---------- | ----------- | ---- | ------- | ------ |
| 1. Platz                    | 1      | 2      |            |             |      | 2       | 5      |
| 2. Platz                    |        | 2      |            |             |      |         | 2      |
| 3. Platz                    | 3      | 1      |            |             |      | 1       | 5      |
| Top 10                      | 12     | 15     |            |             |      | 7       | 34     |
| Punkteränge                 | 24     | 34     |            |             |      | 7       | 65     |
| Starts                      | 39     | 40     |            |             |      | 7       | 86     |
| Stand: Daten nicht komplett |        |        |            |             |      |         |        |